# Лёвин, Алексей Гаврилович
Алексей Гаврилович Лёвин (род. 8 мая 1936 года, Медынь, Западная область, РСФСР, СССР) — советский и российский инженер-строитель, Герой Социалистического Труда (1990).

## Биография
Алексей Гаврилович Лёвин родился 8 мая 1936 года в городе Медынь Калужской области в многодетной семье Гаврилы Осиповича и Марины Ивановны (урождённой Павличук).
В сентябре 1941 года Медынь подверглась фашистским бомбёжкам. По счастливой случайности семья Лёвиных ушла из дома в тот момент, когда в него попала авиабомба. До 1945 года Лёвины прожили в приютившем их колхозе по соседству.
После окончания войны Гаврила Осипович, вернувшись из действующей армии, был распределён на московский деревообрабатывающий завод. С течением времени к 1949 году главе семейства удалось перевести к себе всю семью.
Алексей Гаврилович Лёвин с самого начала своей трудовой деятельности сочетал работу с учёбой. Закончив семилетку, с 1952 года начал работать учеником мраморщика в коллективе специального строительного поезда № 901, преобразованного впоследствии в Управление «Союзметроспецстрой». Был распределён в бригаду Валерия Яковлевича Гончарова, ставшего первым бригадиром и наставником юноши на многие годы. А. Г. Лёвин впоследствии прошёл путь от каменотёса, плиточника, столяра до строительного мастера, производителя работ, начальника участка, заместителя начальника Управления.
Работу отделочника совмещал с учёбой в школе рабочей молодёжи, после окончания которой поступил во Всесоюзный заочный институт инженеров железнодорожного транспорта (ВЗИИТ). В годы учёбы работал на реконструкции Ленинградского и Ярославского вокзалов, на отделке станции Московского метрополитена «Таганская», а также на объектах в Воронеже, на сооружении морского вокзала в Одессе.
По воспоминаниям А. Г. Лёвина:
Мои частые командировки на пусковые объекты в разные районы страны не способствовали успешной учебе. Старшие товарищи по работе посоветовали: надо переходить на дневное обучение. Я тогда перешел в Московский институт инженеров железнодорожного транспорта (МИИТ) на факультет «Промышленное и гражданское строительство». Так и пошло: днем – лекции и семинары, вечером – объекты, в выходные – выполнение заданий и проектов.
Помимо работы занимался спортом в секции классической борьбы.
После успешной защиты диплома в 1966 году Алексей Гаврилович более трех лет трудился на строительстве волжского автомобильного завода в Тольятти, где возглавлял комплексный коллектив транспортных строителей на «АвтоВАЗе».
Глубокие знания всех вопросов отделочного производства, инициатива и настойчивость в своевременной сдаче пусковых объектов, умение сплачивать подчиненных для выполнения заданий государственной важности в сочетании с заботой о людях были замечены руководством, и в 1973 году Алексея Гавриловича назначили начальником Управления «Союзметроспецстрой».
Новая должность потребовала новых знаний и Алексей Гаврилович, как и прежде, без отрыва от производства в 1982 году заканчивает Университет марксизма-ленинизма, курсы повышения квалификации Минтрансстроя, Институт управления народным хозяйством при Академии народного хозяйства СССР.
Указом № УП — 810 Президента СССР от 5 октября 1990 года за «выдающиеся производственные достижения и новаторскую деятельность» Алексей Гаврилович Лёвин был удостоен высокого звания Героя Социалистического Труда с вручением ордена Ленина и медали «Серп и Молот» за номером 21034, став, таким образом, последним из строителей — обладателей этой награды.
Неоднократно избирался депутатом Моссовета. В настоящее время проживает в Москве, активно занимается общественной деятельностью.

## Трудовая биография
Участвовал в строительстве либо реконструкции огромного числа объектов как в Москве, так и во многих городах СССР и России. При его непосредственном участии реконструировались вокзалы в Баку, Тбилиси, Красноярске, практически все вокзалы Москвы, аэропорты в Минеральных Водах, Киеве, Тбилиси, Таллине, «Домодедово» в Москве, строились станции метро, Бульварное кольцо в Москве, Андреевский, Бородинский, Краснокалужский, Крымский мосты Москвы, морские вокзалы, объекты спортивной сферы, здравоохранения и социальной сферы, концертные залы. Участвовал в строительстве ВАЗа, КАМАЗа, БАМа. Активно участвовал также в строительстве многих историко-культурных объектов, в том числе мемориального комплекса на Поклонной горе и Храма Христа Спасителя, реконструировал Гостиный Двор и Манежную площадь. Позднее также руководил работами по реконструкции резиденции Президента России в Московском Кремле.

## Научная деятельность
Является автором более десяти научных работ, среди которых «Технология облицовочных работ природным камнем» (2001). В 1988 году защитил кандидатскую диссертацию.
Член Международной академии инвестиций и экономики строительства, почётный член Российской академии архитектуры и строительных наук, академик Академии транспорта, член Международной комиссии при Лондонском институте инженеров-строителей.

## Общественная деятельность
Председатель Всероссийской общественной организации героев, кавалеров Государственных наград и лауреатов Государственной премии «Трудовая доблесть России», 1-й заместитель председателя правления Российского общества инженеров строительства.
Был одним из инициаторов возрождения в России звания Герой Труда. 

###### Награждение Адама Кадырова
В ноябре 2023 года Алексей Гаврилович наградил 15-летнего сына Рамзана Кадырова орденом «Трудовая Доблесть России». О награждении сообщил Министр Чечни по национальной политике и внешним связям Ахмед Дудаев заявил, что награждение состоялось в рамках мероприятия, организованного Всероссийской общественной организацией «Трудовая Доблесть России», а награждён был сын главы республики «за мужество в защите своей веры». На вопрос журналистов о том, как 15-летний подросток пополнил список людей, которых можно считать трудовой доблестью России, академик Лёвин ответил, что вручить награду его попросили. Когда журналисты напомнили академику, что за трудовое отличие поощрен подросток, отличившийся избиением беззащитного и безоружного узника СИЗО, Алексей Гаврилович сослался на «мнение коллег» из Чечни, заявив что награда вручена обосновано. 

## Награды
Заслуженный строитель РСФСР, Заслуженный строитель Бурятской АССР, Почётный строитель России, Почётный транспортный строитель, Почётный строитель Москвы, Почётный железнодорожник, лауреат премии Совета Министров СССР. Также награждён советскими орденом Октябрьской Революции, двумя орденами Трудового Красного Знамени, орденом «Знак Почёта», российским орденом Дружбы, рядом советских и российских медалей, иностранными наградами, тремя Золотыми медалями ВДНХ СССР.
Почётная грамота Московской городской думы (13 декабря 2017 года) — за заслуги перед городским сообществом.
В Медыни 9 мая 2015 года на Аллее Героев установлен бюст А. Г. Лёвина.